# Frankfort TG-1
Die Frankfort TG-1 Cinema war ein in den 1930er und 1940er Jahren in den Vereinigten Staaten hergestelltes Segelflugzeug. Der Entwurf des Flugzeuges stammt von dem Konstrukteur „Stanley Corcoran“. Die Serienfertigung erfolgte bei der Frankfort Sailplane Company in Joliet, Illinois. Die Bezeichnung TG stammt von dem englischen Begriff Training Glider.

## Geschichte
Die TG-1 war ein Schulterdecker mit verstrebten Tragflächen und komplett geschlossener Kabine. Ursprünglich als Einsitzer gebaut wurde jedoch die Zweisitzer-Version TG-1A Cinema II zur meistgebauten Version. Die Cinema II wurde ab 1942 von der Armee als Ausbildung-Segelflugzeug für das Training der Lastenseglerpiloten verwendet.

## Spezifikationen
| Kenngröße             | Daten (Cinema II)        |
| --------------------- | ------------------------ |
| Besatzung             | 2 (Pilot und Fluglehrer) |
| Länge                 | 7,10 m                   |
| Spannweite            | 14,10 m                  |
| Leermasse             | 227 kg                   |
| Startmasse            | 417 kg                   |
| Höchstgeschwindigkeit | 130 km/h                 |
| Gleitzahl             | 20                       |